# Bisdom Ratzeburg
Het bisdom Ratzeburg was een rooms-katholiek, later luthers bisdom binnen het aartsbisdom Bremen. In 1551 of 1554 werd het bisdom luthers en in 1648 werd het bisdom geseculariseerd.

## Geschiedenis
Bisschop Adalbert van Bremen richtte in 1060 het bisdom Ratzeburg en Mecklenburg op, dat opging in het bisdom Schwerin, later bisdom Lübeck.
Hertog Hendrik de Leeuw van Saksen stichtte na de verovering van westelijk Mecklenburg het graafschap Ratzeburg. In 1138/54 werd het bisdom Ratzeburg gesticht. Het bisdom maakte deel uit van de kerkprovincie Bremen. Na de val van Hendrik de Leeuw in 1180 werd het bisdom rijksvrij en de bisschoppen werden rijksvorst. In 1226 kwam er een eind aan de alleenheerschappij van Denemarken.
In de 13e en 14e eeuw ontstond er een klein territorium rond Schönberg en tussen het Ratzeburger en het Dassower Meer. Ook het Dom-eiland hoorde bij het prinsbisdom. De stad Ratzeburg zelf bleef deel uitmaken van het stamhertogdom Saksen, later Saksen-Lauenburg.
In 1551/4 werd het bisdom luthers. De laatste bisschop droeg het bisdom over aan het hertogdom Mecklenburg. Na 1554 werd het prinsbisdom bestuurd door administratoren. Het domkapittel ging in 1566 tot de Reformatie over. Na 1648 werd het gebied door paragraaf 1 van artikel 12 van de Vrede van Osnabrück onderdeel van het geseculariseerde vorstendom Ratzeburg.